# Teorema delle tangenti e delle secanti
Il teorema delle tangenti e delle secanti è un teorema della geometria euclidea che descrive il rapporto tra il segmento tangente a una circonferenza e i segmenti intersecati dalla circonferenza su una secante.
Tale teorema è essenziale per la costruzione, con riga e compasso, della sezione aurea di un segmento.

## Enunciato
Se da un punto esterno di una circonferenza si conduce una tangente ed una secante il segmento di tangenza è medio proporzionale tra l'intera secante e la sua parte esterna.
Enunciato del teorema delle tangenti e delle secanti così come è stato scritto da Euclide nel terzo libro degli Elementi.
“Se  un punto  è preso all'esterno di una circonferenza e dal quel punto escono due linee rette  e se una di esse interseca la circonferenza e l'altra è tangente, il rettangolo formato da  tutto il segmento che taglia la circonferenza e il segmento intercettato su di essa all'esterno tra il punto e la circonferenza  è uguale al quadrato sulla tangente.”

## Ipotesi
- Sia {\displaystyle A} un punto esterno alla circonferenza {\displaystyle BDE}.
- Sia {\displaystyle AB} tangente alla circonferenza.
- Sia {\displaystyle AD} secante alla circonferenza in {\displaystyle D} ed {\displaystyle E}.

Si consideri la figura così come descritta dall'enunciato:

## Tesi
Il segmento {\displaystyle AB} è medio proporzionale  tra {\displaystyle AD} e {\displaystyle AE}; vale a dire {\displaystyle AD:AB=AB:AE}.

## Dimostrazione
Per il primo criterio di similitudine dei triangoli (due triangoli sono simili se hanno due angoli congruenti corrispondenti) i triangoli {\displaystyle ABD} e {\displaystyle ABE} sono simili.
Infatti hanno l'angolo in {\displaystyle A} in comune e l'angolo {\displaystyle ABE} congruente all'angolo {\displaystyle ADB}, perché angoli che insistono sullo stesso arco {\displaystyle EB}.
Ne consegue {\displaystyle AD:AB=AB:AE}. (c.v.d.)

## Corollario
Se si modifica la figura precedente come indicato sotto:
con {\displaystyle AB} perpendicolare a {\displaystyle BB'}, {\displaystyle C} centro della circonferenza, {\displaystyle AB=BB'=ED}, si ottiene il disegno per la costruzione geometrica della sezione aurea con riga e compasso.